# Asuna Kujō
Asuna Kujō (九条 明日菜?, Kujō Asuna) è un personaggio inventato nella serie manga e anime Maison Ikkoku - Cara dolce Kyoko, della mangaka Rumiko Takahashi. Il suo personaggio è doppiato in lingua giapponese da Hiromi Tsuru, mentre in italiano da Gabriella Andreini.

## Il personaggio
Asuna Kujō è la bellissima rampolla di una ricca famiglia giapponese, educata secondo le antiche usanze del galateo orientale, e per tale ragione, timidissima ed estremamente devota. Il suo personaggio entra in scena quando viene presentata a Shun Mitaka da suo zio, per combinare un matrimonio di interessi per le due famiglie. Infatti i genitori di Asuna sono ricchi correntisti della banca di proprietà della famiglia Mitaka. Asuna, non avendo mai conosciuto un uomo, si innamora perdutamente di Mitaka, che però dal canto suo vorrebbe evitare il matrimonio, per amore di Kyoko. Nonostante la propria infinita timidezza, Asuna si mostrerà incredibilmente determinata a sposare Mitaka, al punto di chiedere un appuntamento a Kyoko, per farla desistere dal continuare ad essere corteggiata da Mitaka. Giocheranno un ruolo fondamentale a favore della ragazza i suoi sei cani, che lei chiama i propri "fratellini", e da cui non riesce a separarsi neppure durante gli appuntamenti con Mitaka. I cani infatti impediranno a Mitaka (per cui sembrano avere una simpatia speciale) di portare a termine qualsiasi progetto di lasciare Asuna.
La svolta definitiva si avrà nell'episodio in cui Mitaka tornerà a casa ubriaco, per via di una delusione avuta da Kyoko. Troverà a casa propria, Asuna, che lo aspettava davanti all'ingresso con il proprio cagnolino Salad. Mitaka "crollerà" addosso ad Asuna, ed i due si sveglieranno la mattina dopo insieme. Per via della sbornia Mitaka non ricorderà assolutamente niente di quanto accaduto durante la notte, ma in seguito ad un equivoco, crederà di aver avuto un rapporto con Asuna ed averla messa incinta. In realtà a rimanere incinta è la cagnolina Salad, ingravidata dal suo cane McEnroe, che ironicamente Mitaka aveva preso per curare la sua fobia verso i cani e poter così corteggiare Kyoko. Mitaka si sentirà in obbligo di assumersi le proprie responsabilità ed accetterà il matrimonio con Asuna. Nonostante le premesse, tuttavia il matrimonio fra Asuna e Mitaka si rivelerà più riuscito del previsto, e durante le nozze di Kyoko e Godai annunceranno la gravidanza di Asuna, in attesa di due gemelli. Dopo la nascita dei due gemellini, conosciuti solo come Mei e Moe, la si vede nuovamente incinta.

## Il nome
Pur non abitando nella Maison Ikkoku anche il cognome di Asuna Kujo è legato ad un numero. Infatti il carattere "Ku" (九) significa "9". Inspiegabilmente il suo nome nell'adattamento in italiano è stato cambiato in Atsuko.